# Friedrich Ritter
Friedrich Ritter (9 de maig 1898 - 9 d'abril 1989) fou un botànic i geòleg alemany.
Va ser un especialista en Cactaceae, que va investigar, va recol·lectar i va nomenar moltes espècies de cactus.
Va estudiar a la Universitat de Marburg Biologia, Geologia i Paleontologia. Egressa l'any 1920, i marxà a Mèxic, recol·lectant i estudiant la flora de cactàcees.
L'any 1930 recorre Perú, Bolívia, Argentina, Xile. De 1972 a 1979 explora Paraguai. I a finals d'aquest any retorna a Alemanya.

## Obra
- Die von Curt Backeberg en "Descriptiones Cactacearum Novarum", veröffentlichen Diagnosen "neuer" peruanischer Kakteen nebst grundsätzlicher Erörterungen über taxonomische und nomenklatorische Fragen. 1958
- 40 Jahre Abenteuerleben und die wilde Weisheit. 1977, Friedrich Ritter Selbstverlag
- Kakteen in Südamerika. 4 vols. 1979-1981, Friedrich Ritter Selbstverlag

## Honors

### Eponimia
Gènere
- Ritterocereus

Espècies
Aztekium ritteri, Espostoa ritteri, Lobivia ritteri, Parodia ritteri